# Бессараб Костянтин Миколайович
Костянти́н Микола́йович Бессара́б — старший солдат Збройних сил України, учасник російсько-української війни.

## Біографія
Костянтин Миколайович Бессараб народився 1 квітня 1990 року в селі Красне Тиврівського району Вінницької області. Навчався в Краснянській ЗОШ І—ІІІ ст.
Середню та професійну освіту здобув в Одесі, куди переїхав на проживання спільно з сім'єю.
14 серпня 2015 року був призваний до лав української армії за мобілізацією Малиновським РВК Одеси. Служив радіотелефоністом розвідувального відділення спостереження 54-го окремого розвідувального батальйону в/ч пп В2803 (Новоград-Волинський).
Загинув під час виконання бойового завдання 23 липня 2016 року о 05:30 поблизу с. Гнутове Маріупольського району Донецької області під час артилерійського обстрілу. Разом з Костянтином загинули: старший солдат В. Чунтул, солдат В. Ковальов та старший солдат В. Полохало.
Залишилися батьки та молодший брат.
Похований 26 липня 2016 року на кладовищі рідного села Красного.

## Нагороди
- 22 серпня 2016 року за особисту мужність і високий професіоналізм, виявлені у захисті державного суверенітету та територіальної цілісності України, вірність військовій присязі під час російсько-української війни нагороджений орденом «За мужність» III ступеня (посмертно).[2]

## Вшанування пам'яті
- 13 жовтня 2016 року в селі Красне відкрили меморіальну дошку Бессарабу Костянтинові Миколайовичу на приміщенні Краснянської загальноосвітньої школи І—ІІІ ст., де він навчався.[3]